# Ernst Adolph Thränhardt

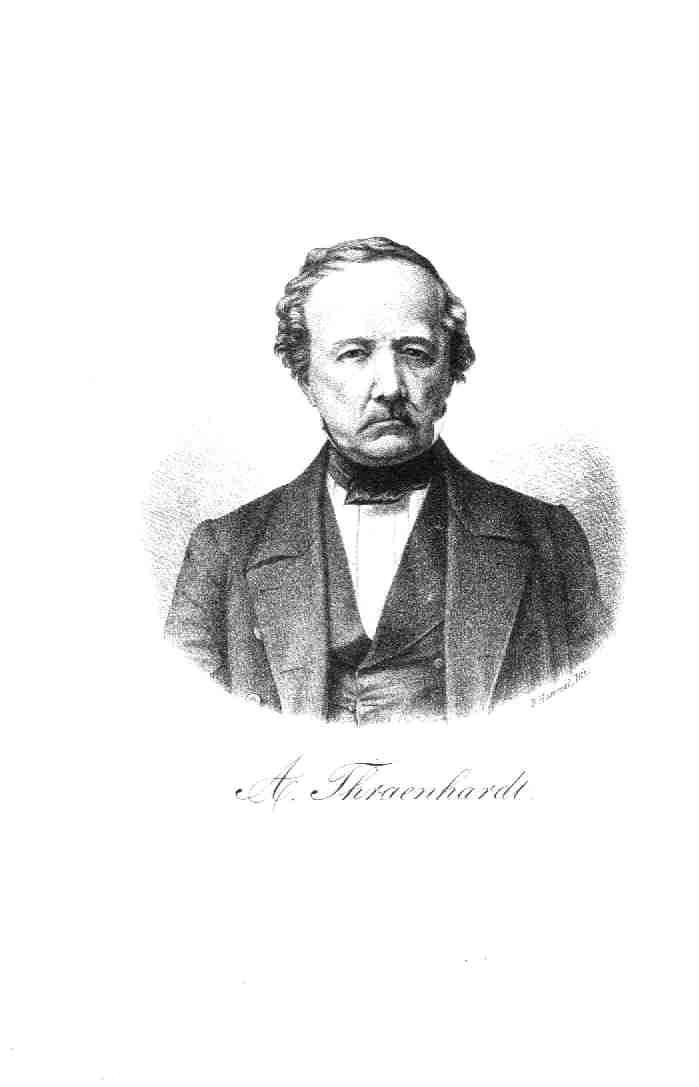
Ernst Adolph Thränhardt

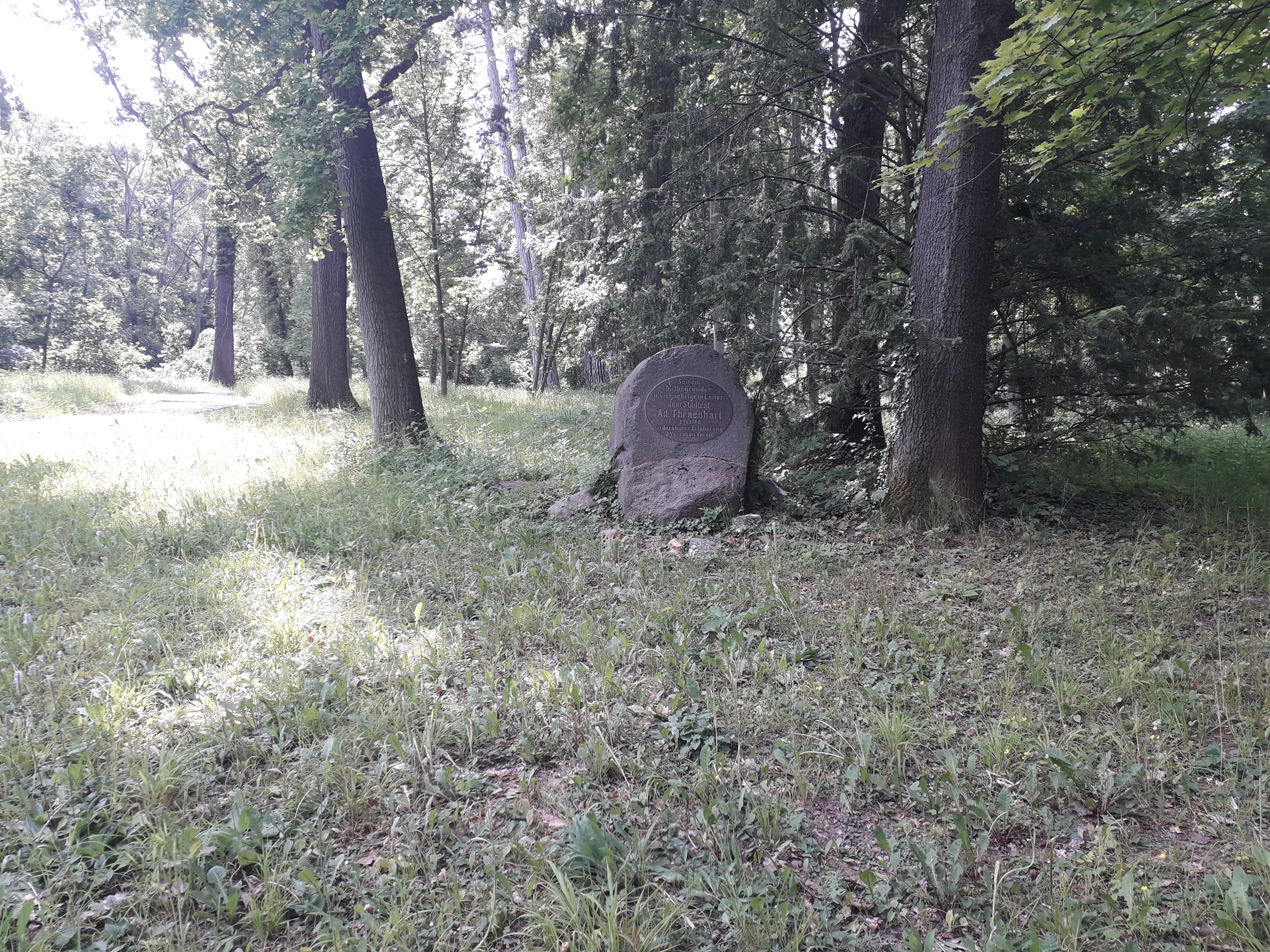
Gedenkstein für Ernst Adolph Thränhardt im Bürgergartenpark

Ernst Adolph Thränhardt oder auch Ernst Adolph Thränhart (* 5. September 1807 in Naumburg (Saale); † 2. November 1880 ebenda) war in Naumburg (Saale) Stadtrat, Oberkämmerer, Jurist, Winzer und Rebenzüchter. Schon sein Vater Johann Samuel Thränhardt (1771–1851) war in Naumburg Oberkämmerer. Dieser war außerdem einer
der Begründer der Naumburger Stadtsparkasse.

## Leben
Thränhart wurde in Heidelberg zum Jurastudium immatrikuliert.
Zunächst schlug er dem väterlichen Willen entsprechend eine juristische Laufbahn ein, welche er als Gerichtsreferendar begann. Mit 30 Jahren wurde er Magistrats-Assessor. Von 1836 bis 1848 war er Ratsmitglied von Naumburg und 1860 bis 1866 wurde er Beigeordneter und schließlich zum Oberkämmerer berufen. Die Juristentätigkeit gab er allerdings bald auf und übernahm 1831 das etwas mehr als 3 ha große väterliche Weingut und betrieb in Naumburg eine Handelsrebschule. Thränhardt schrieb auch über den Weinanbau keineswegs nur im Saaletal, sondern bereiste Weinanbaugebiete in ganz Europa und hielt zahlreiche Vorträge darüber. Übrigens führte Thränhardt ein Weintagebuch, welches Dieter Coburger edierte. Außerdem gab Thränhardt auch praktische Hinweise zum Weinanbau bzw. fügte Weinerntelisten bei.
Er gehörte zu den 20 Gründungsmitgliedern der 1835 ins Leben gerufenen Naumburger Weinbau-Gesellschaft. Vorsitzender war Ludwig Wilhelm Köhlmann. Nach zwanzig Jahren und dem Tod Köhlmanns übernahm er deren Leitung und hatte diese bis zu seinem Tode inne.
Der Reichskanzler Otto von Bismarck berief Thränhardt 1876 zum Mitglied der Reblaus-Kontrollkommission, womit er Aufsicht über die Weingüter Mittel-, Ost- und Norddeutschland innehatte.
Für seine Verdienste bekam Thränhardt den Orden Ritter des Roten Adler-Ordens 4. Klasse verliehen. Im Jahre 1882 wurde ein Gedenkstein im Bürgergarten zu Naumburg errichtet. Den Gedenkstein stiftete der Naumburger Verschönerungsverein, wie der Inschrift zu entnehmen ist. Der Inschrift zufolge leitete Thränhardt auch diesen Verein, da auf die Weinbau-Gesellschaft auf dem Gedenkstein gar nicht rekurriert wurde. Es war lange Zeit die einzige Gedenkstätte für Thränhardt. Es wurde  am Rebsortenweg gegenüber den Saalehäusern eine Gedenktafel angebracht. Ein Porträt von ihm ist in den Pomologische Monatshefte. Jg. 1865, Tafel zu S. 193 veröffentlicht worden.
Wohnhaft war Thränhardt in der Jakobsstraße 33. Eine Gedenktafel, dass hier einmal die Familie Thränhardt ansässig war, wurde nicht angebracht.

## Werke
- Adolph Thränhardt: Der Weinbau bei Naumburg an der Saale dargestellt nach den Beobachtungen und Erfahrungen der Naumburger Weinbau-Gesellschaft, Herman Lange, Naumburg 1845.[8]
- Adolph Thränhardt: Weinbergstagebuch 1845–1860. Abschrift im Alten Archiv des Landesweingutes Kloster Pforta.